# Perlbach (Regen)
Der Perlbach ist ein Fluss in Bayern in den Regierungsbezirken Niederbayern und Oberpfalz, der bei Wiesing in der Stadt Roding im Oberpfälzer Landkreis Cham von links und Südosten in den Regen entwässert.

## Name
Auf der niederbayrischen Seite und bis vor Falkenstein trägt der Perlbach auch heute noch seinen ursprünglichen Namen Miethnach.
Dass die Bezeichnung Miethnach die ältere ist, beweist wohl auch der Name des Weilers Mietnach am Perlbach (zwischen Marienstein und Trasching), westlich des Zinzenberges. Der Ort wurde etwa 1132 als Motinaha erstmals schriftlich erwähnt. Der Name besteht aus der Endung -aha für 'Fließgewässer' und dem althochdeutschen Personennamen *Muoto (Genitiv Muotin-).

## Geographie

### Verlauf
Der Perlbach entspringt im niederbayerischen Landkreis Straubing-Bogen südlich von Zinzenzell zwischen Geraszell und dem Edenhof. Er fließt, grobmaßstäblich gesehen, etwa nordwestlich, der Oberlauf dabei eher beständig, während der untere Lauf einen großen, etwa halbkreisförmigen Bogen nach Südwesten und zurückschlägt. Recht bald tritt er in den Oberpfälzer Landkreis Cham über, in dem er bis zur Mündung bei Wiesing in den Regen verbleibt.
Größere Zuflüsse sind der linke Geißbach bei Völling, der ebenfalls linke Urbachl bei Au und der längste, letzte und rechte Neudecker Bach kurz nach Trasching.

### Zuflüsse
Zuflüsse von der Quelle zur Mündung. Auswahl.
Quelle des hier Mietnach genannten Perlbachs zwischen im Süden Geraszell und im Norden dem Edenhof der Gemeinde Wiesenfelden im niederbayerischen Landkreis Straubing-Bogen, auf etwa 655 m ü. NN und etwas südlich des Steinbuckels (667,1 m ü. NN). Der junge Bach fließt zuerst nördlich, nach Passieren des Edenhofs dann westnordwestlich.
- (Zulauf), von rechts und Nordosten auf unter 610 m ü. NN kurz vor Mittnach. Entsteht auf über 640 m ü. NN in den Rötwiesen wenig südwestlich von Zinzenzell.
- (Zulauf), von links und Südwesten auf unter 599 m ü. NN bei Mittnach. Entsteht auf über 620 m ü. NN bei Engelbarzell.
- (Zulauf), von rechts und Ostnordosten auf unter 592 m ü. NN am Perlbachsteg bei Haunsbach. Entfließt auf unter 680 m ü. NN einem Weiher am Kagerhof und speist einige Weiher.
- (Zulauf), von links und Südwesten auf unter 591 m ü. NN wenig nach dem vorigen. Entfließt einem Weiher an einer Haunsbacher Hofstelle westlich des Steinbuckels (638 m ü. NN). Ab hier etwa fließt der Perlbach ungefähr nördlich.
- (Zulauf), von rechts und Osten auf unter 563 m ü. NN nach der Kothmühl von Michelsneukirchen. Entsteht auf über 665 m ü. NN in einer nordwestlichen Flurbucht bei Wiesenfelden-Weiherhaus.
Der hier immer noch Mietnach genannte Bach tritt hier ganz auf die Gemeindegemarkung von Michelsneukirchen im Oberpfälzer Landkreis Cham über, nach Unterqueren der Kreisstraße CHA-15. fließt er als Perlbach nordwestlich.
- Querbach, von rechts und Nordosten auf knapp 540 m ü. NN an der Bruckmühl. Kurzer Abfluss eines Weihers auf etwa 562 m ü. NN beim Niederhof. Gleich darauf bei der Fingermühl wendet sich der Bachlauf kurz nach Südwesten.
- Geißbach, von links und Südosten auf 489,2 m ü. NN bei der Adlmühl von Völling in der Gemeinde Falkenstein. Entsteht auf über 605 m ü. NN östlich von Aukenzell am Waldrand der Braunau. Ab hier Westlauf.
- Griesbach, von links und Südwesten auf ungefähr 460 m ü. NN bei Mühltal. Entsteht auf unter 535 m ü. NN unter der Feriensiedlung im Westen von Falkenstein selbst. Ab hier läuft der Perlbach lange nordwestlich.
- Altweihergraben, von rechts und Osten auf 438 m ü. NN bei Hagenau. Der längere rechte Oberlauf entsteht auf unter 565 m ü. NN südöstlich von Willmannsried.
- Urbachl, von links und Süden auf unter 433 m ü. NN gegenüber von Au. Entsteht auf etwa 555 m ü. NN bei Schergendorf.
- Roidenwiesgraben, von rechts und Nordosten auf unter 432 m ü. NN kurz vor Mietnach. Entsteht auf unter 520 m ü. NN bei Litzelsdorf.
- (Zulauf), von links und Nordwesten auf unter 425 m ü. NN unterhalb von Löffelmühl. Entsteht auf unter 490 m ü. NN bei Kiesried in der Gemeinde Zell, in deren Gemarkung der Perlbach hier übergetreten ist, wonach er nordöstlich läuft.
- (Zulauf), von rechts und Südosten auf unter 420 m ü. NN bei Geresdorf. Entsteht auf unter 530 m ü. NN im Wald auf dem Zinzenberg.
- Weberbachl, von rechts und Südosten auf unter 387 m ü. NN in Trasching in der Stadt Roding. Ist kurzer Ablauf des Freibads auf etwa 400 m ü. NN in der Brennetstraße.
- Neudecker Bach, von rechts und Südosten auf unter 380 m ü. NN wenig nach Trasching. Entsteht auf 502,8 m ü. NN bei Michelsneukirchen-Thiermietnach aus dem Zusammenfluss von rechtem Fichtenbach und linkem Schröttinger Bach. Auf seinem restlichen Lauf zieht der Perlbach nordnordöstlich.

Mündung des Perlbachs etwa 500 Meter unterhalb des Ortes Wiesing von Roding auf unter 353 m ü. NN von links und Südsüdwesten in den hier ungefähr westlich laufenden Regen.

### Orte
und Gebietsanrainer, von der Quelle zur Mündung. Auswahl. Nur die Ortschaften größter Einrückungstiefe liegen unmittelbar am Lauf.
- Landkreis Straubing-Bogen
  - Gemeinde Wiesenfelden
    - Edenhof (rechts)
    - Mittnach (rechts)
    - Rupertshof (rechter Hang, gegenüber der folgenden)
- Landkreis Cham
  - Gemeinde Michelsneukirchen
    - Kothmühl (links)
    - Forst (links)
    - Schwaigersried (linker Hang)
    - Obermühl
    - Bruckmühl
    - Fingermühl (links)
    - Holzmühl (?)

  - Gemeinde Falkenstein
    - Adlmühl (links)
    - Seidlmühl (rechts)
    - Völling (rechts)
    - Schellmühl (links und linker Hang)
    - Falkenstein (Siedlungsspitze links)
    - Mühlthal
    - Schweinsberg
    - Haushof (links)
    - Au (rechts)
    - Mietnach (rechts)
    - Löffelmühl (links)

  - Gemeinde Zell
    - Geresdorf
    - Steinmühle (rechts)

  - Stadt Roding
    - Trasching
    - Mackenschleif (rechts)